# Sciomesa sjostedti
Sciomesa sjostedti är en fjärilsart som beskrevs av Aurivillius 1925. Sciomesa sjostedti ingår i släktet Sciomesa och familjen nattflyn. Inga underarter finns listade.